# جی‌دی‌اسکیرشیما (دی‌دی‌جی-۱۷۴)
جی‌دی‌اسکیرشیما (دی‌دی‌جی-۱۷۴) (به انگلیسی: JDS Kirishima (DDG-174)) یک کشتی بود که طول آن ۵۲۸٫۲ فوت (۱۶۱٫۰ متر) بود. این کشتی در سال ۱۹۹۳ ساخته شد.